# Mosteiro de Zografo
O Mosteiro de São Jorge, o Zografo ou Mosteiro de Zografo (em búlgaro: Зографски манастир; romaniz.: Zografski manastir; em grego: Μονή Ζωγράφου; romaniz.: Moní Zographou) é um mosteiro búlgaro ortodoxo localizado no Monte Atos na Grécia.
O mosteiro é nomeado após o ícone do século 13 ou 14 de São Jorge, conhecido como São Jorge, o Zograf (Светѝ Гео̀рги Зогра̀ф). O nome deste último vem da crença de que o ícone misteriosamente se pintou no quadro preparado (zograf(os) em grego significa "pintor" (de zoe="vida" e graphos="escriba")